# 卒本扶餘
卒本扶余（졸본）是位于现在中国东北的古朝鲜民族先民扶余人所建立的一個國家。卒本扶余是北扶余国的一个延续国。据《三国遗事》记载前86年，檀君朝鲜末代檀君古列加的后裔高豆莫（东明王）打败解夫娄夺到北扶余王位后，将北扶余改名为卒本扶余。
高豆莫建立起东明国反汉朝建立的汉四郡。经过几年的征战，得知北扶余国王高于娄去世的消息后，高豆莫将矛头对准了北扶余。高豆莫与继承高于娄王位的解夫娄为王位发生争斗。简短交锋后，解夫娄与其跟随者向东逃走；前86年，在迦叶原建立东扶余。
前108年，高豆莫征服北扶余，将东明国和北扶余合并为卒本扶余。前59年，高豆莫去世后，传位给高无胥。后来高无胥遇到朱蒙，并将二女儿嫁给朱蒙。高无胥死后，朱蒙继承了王位。前37年，朱蒙建高句丽国。

## 參看
- 扶餘
- 東明王